# Германско военно гробище (Дупница)
Германското военно гробище край Дупница в местността Дренски рид е създадено през пролетта на 1941 година по време на Втората световна война. В гробището са погребани 14 германски войници, починали в германска полева болница в града. Те са били тежко ранени на линията „Метаксас“ по време на операция „Марита“.